# Grand Hotel Dobbiaco
Il Grand Hotel Dobbiaco (in tedesco Grandhotel Toblach, o anche Südbahnhotel) è uno storico albergo di lusso di Dobbiaco in Alto Adige.

## Storia
Nel 1871 la Società delle Ferrovie Meridionali austriaca, la cosiddetta Südbahn, inaugurò la sua linea ferroviaria attraverso la Val Pusteria. Tuttavia, la fruizione della linea risultò essere inizialmente insoddisfacente, cosicché si decise di darle maggiore slancio promuovendo la costruzione di grandi alberghi lungo il suo tragitto. Così accadde per il Grand Hotel Dobbiaco, progettato dall'architetto della società ferroviaria, Wilhelm Ritter von Flattich, e costruito tra il 1877 e il 1878 nelle immediate vicinanze della stazione di Dobbiaco.
La struttura funge dal 1999 da centro culturale e ostello della gioventù.